# Klanjčeva peć
Klanjčeva peć je pećina u sjevernom dijelu središnje Istre, iznad Bresta, južno od Planika, na 828 m nadmorske visine. Kroz prostrani ulaz širine 9 m i visine 4 m ulazi se u vodoravni hodnik, koji se nakon 29 m proširuje u dvoranu duljini oko 20 m i širine oko 10 m. Istraživao ju je M. Malez 1953. i 1966., kada je izlučio četiri sloja. Ispod drugoga sloja (b) s ulomcima keramike iz metalnih razdoblja i životinjskim kostima, u četvrtom sloju (d) sakupio je kameno i koštano oruđe, po kojima se nalaz datira u mlađi paleolitik ili mezolitik.